# Троянская планета

Расположение точек Лагранжа

Троянская планета — планета, обращающаяся в кратной системе звёзд вокруг одного из спутников основной звезды, которым может являться другая менее массивная звезда-компаньон, например, карликовая звезда или массивный газовый гигант. При этом орбита планеты совпадает с орбитой второй звезды и располагается вблизи одной из двух точек Лагранжа L4 или L5, опережая или отставая от звезды на 60°. Такие планеты могут быть встречены среди экзопланет.

## Перспективы обнаружения
В принципе, существование троянских планет вполне возможно, но пока ни одну такую планету обнаружить не удалось. Однако, если использовать транзитный метод обнаружения троянских планет, то при достаточно больших размерах планеты обнаружить её вполне возможно. Дело в том, что при прохождении по диску звезды её свет ослабевает, что фиксируется земными приборами. Существует очень мало стабильных орбит на которых могли бы сформироваться и существовать троянские планеты. Наиболее существенное ограничение на их количество оказывает такой параметр как эксцентриситет орбиты, который должен быть как можно меньше. Поэтому расположение таких планет должно тяготеть к круговым орбитам.

## Возможность существования жизни
Гигантские звёзды препятствуют формированию планет земной группы в своей зоне обитаемости во многом из-за того, что гравитационное взаимодействие нарушает орбиты планетозималей. Однако, если планета или звезда-компаньон достаточно велика, то она вполне может сохранить свою орбиту и орбиту троянской планеты, а также сама иметь спутники, на которых могут быть подходящие условия для зарождения жизни. Это увеличивает вероятность обнаружения жизни даже в таких системах. Одной из самых перспективных является система HD 28185, в которой массивный газовый гигант HD 28185 b движется по круговой орбите вблизи внутреннего края обитаемой зоны своей звезды.

## Троянские планеты в Солнечной системе
В Солнечной системе троянские объекты очень распространены: у Юпитера есть две крупные группы троянских астероидов, а у Сатурна обнаружено несколько троянских спутников. Также считается, что именно троянская планета Тейя, сформировавшаяся на орбите Земли, согласно теории гигантского столкновения, столкнувшись с Землёй, привела к образованию Луны.

## Троянские планеты системы KOI-730
В 2010 году предполагалось, что в звёздной системе KOI-730 две из четырёх планет обращаются вокруг своего солнца по одной орбите. Планетолог Джек Лиссауер (Jack Lissauer) из исследовательского центра Эймса и его коллеги из ряда других учреждений высчитали, что пара планет обегает вокруг своей звезды за 9,8 дня. Вдоль общей орбиты эти два мира постоянно разделяют 60 градусов дистанции. Это возможно благодаря гравитационным «точкам Лагранжа». В Солнечной системе в этих точках скапливаются разве что сравнительно мелкие тела (троянские астероиды), а вот в системе KOI-730 в таких позициях образовались две планеты.
Однако, последующие исследования системы показали, что в предыдущем исследовании был неверно оценен орбитальный период одного из кандидатов системы и, как следствие, что конфигурация орбит четырёх планет несколько иная. Полностью подтверждены следующие соотношения орбитальных периодов: 8:6:4:3. Эта конфигурация не содержит коорбитальных планет.